# Panajótisz Paraszkevópulosz
Panajótisz Paraszkevópulosz (görög nyelv: Παναγιώτης Παρασκευόπουλος) (Görögország, Gorthinia, 1875. – Görögország, Karousades, 1956. július 8.) olimpiai ezüstérmes görög diszkoszvető és súlylökő.
A legelső újkori nyári olimpián, az 1896. évi nyári olimpiai játékokon, Athénban indult atlétikában, egy versenyszámban: diszkoszvetésben ezüstérmes lett.
A következő, 1900. évi nyári olimpiai játékokon, Párizsban ismét eindult atlétikában. Diszkoszvetésben 4. lett és súlylökésben 5.